# Slavko Goldstein

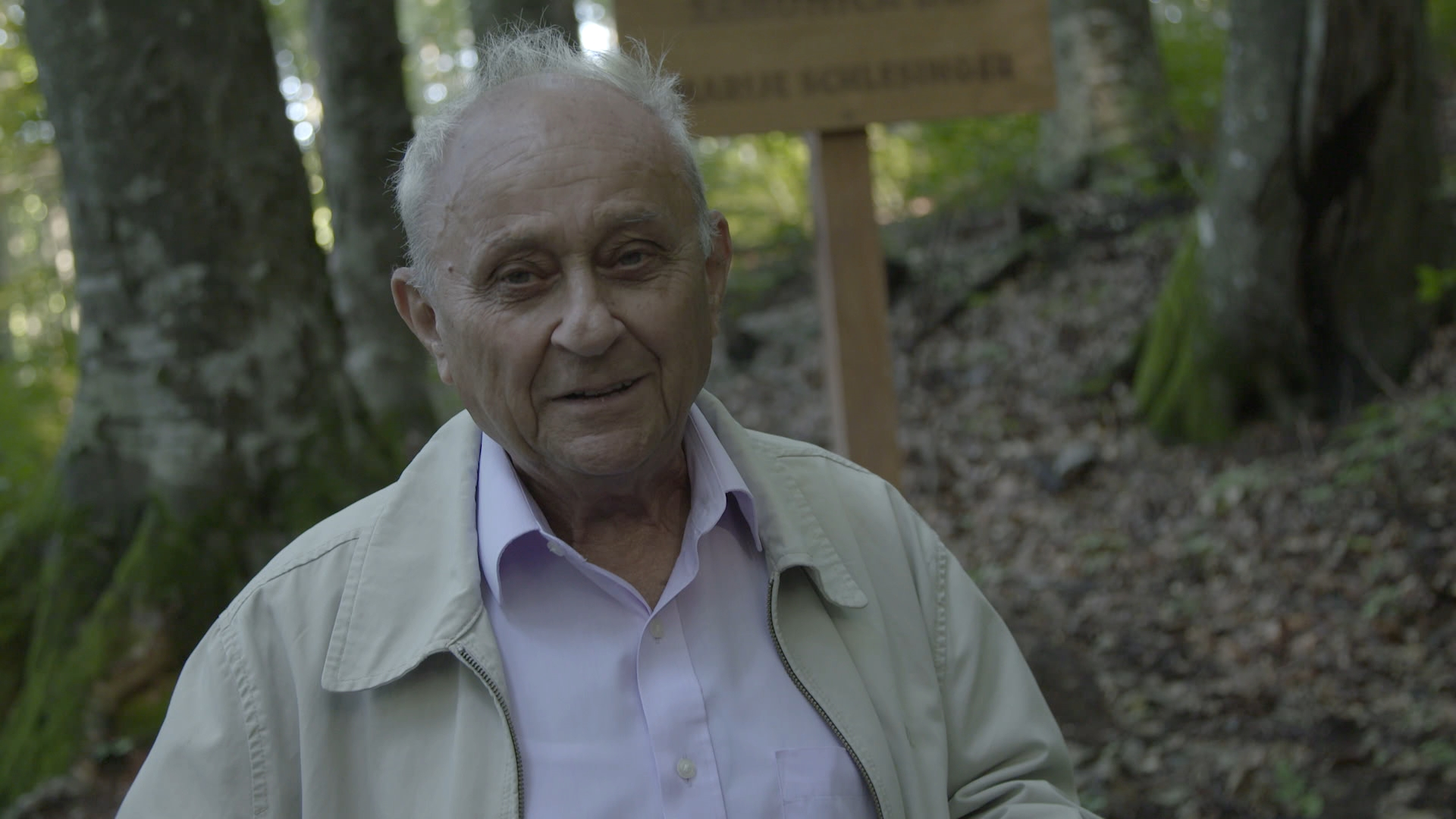
Slavko Goldstein (Januar 2017)

Slavko Goldstein (serbokroatisch-kyrillisch Славко Голдштајн; * 22. August 1928 in Sarajevo, Königreich Jugoslawien; † 13. September 2017 in Zagreb) war ein jugoslawischer bzw. kroatischer Drehbuchautor, Schriftsteller und Politiker.

## Leben
Slavko Goldsteins Familie stammt aus Tuzla. Slavko wurde als erster Sohn des jüdischen Buchhändlers Ivo Goldstein und seiner Frau Lea geborene Brill in Sarajevo geboren. Die Familie zog nach Karlovac, wo der Vater Ivo die Buchhandlung seines Onkels übernahm, einen Treffpunkt für linksgerichtete Intellektuelle. Nach dem Überfall auf Jugoslawien im April 1941 und der Machtübernahme der Ustascha wurde sein Vater Ivo wegen seiner Zugehörigkeit zu politisch linken Kreisen verhaftet. Im August des Jahres 1941 wurde er im KZ Jadovno ermordet.
Die Mutter Lea wurde wenig später ebenfalls verhaftet und verbrachte die Zeit bis zu ihrer Flucht, von Juli bis August 1941, im Gefängnis. Slavko und sein Bruder Daniel Ivin, geboren als Danko Goldstein (* 1932), flüchteten aus Karlovac. Slavko kam in der Siedlung Banski Kovačevac bei der Familie Đerek unter, während sein Bruder von ihrem Großvater in Tuzla aufgenommen wurde. Im Januar 1942 befanden sie sich alle in Kraljevica. Da die Mutter Mitglied der sozialistisch-zionistische Jugendorganisation Hashomer Hatzair war, hatte sie Kontakte zu den jugoslawischen Partisanen, denen sie sich bis zum Ende des Zweiten Weltkrieges anschlossen. Die Mutter leistete Sanitätsdienst, der Bruder betätigte sich als Bote im Agitprop-Zentralkomitee, während der damals 14-jährige Slavko Mitglied einer Partisanen-Kampfeinheit wurde. Im Alter von weniger als 17 Jahren erlangte er den Dienstgrad eines Leutnants und war somit einer der jüngsten Offiziere in der Partisanenarmee.
Nach dem Zweiten Weltkrieg machte Goldstein 1947 sein Abitur an der Sekundarschule, und die Familie zog nach Zagreb. 1949 schloss er sich den israelischen Verteidigungsstreitkräften im israelischen Unabhängigkeitskrieg an und lebte danach einige Jahre in einem Kibbuz. 1951 kehrte er nach Jugoslawien zurück und studierte Philosophie und Literatur an der Universität Zagreb, ohne jedoch sein Studium abzuschließen.
Goldstein war von 1986 bis 1990 Vorsitzender der jüdischen Gemeinde Zagreb und von 2001 bis 2005 Vorsitzender der Jasenovac-Gedenkstätte. Nachdem es durch interne Konflikte 2007 in der jüdischen Gemeinde Zagreb zur Gründung der jüdischen Religionsgemeinschaft Beth Israel gekommen war, wurde er deren Präsident.
1989 war Goldstein einer der Gründer der Kroatischen Sozial-Liberalen Partei und ihr erster Vorsitzender bis 1990. In den 1990er Jahren war er ein offener Kritiker der Politik des ersten kroatischen Präsidenten Franjo Tuđmans und einer der Unterzeichner eines Antrags für dessen Rücktritt.
Slavko Goldstein starb im September 2017 im Alter von 89 Jahren in Zagreb.

## Familie
Slavko Goldstein ist der Vater des kroatischen Historikers Ivo Goldstein.

## Schaffen
Goldstein arbeitete schon während seines Studiums als Journalist und später als Herausgeber für mehrere kroatische Zeitungen, darunter Vjesnik. Er war für den kroatischen Rundfunk tätig, war Herausgeber von mehr als 150 Büchern und verfasste Beiträge für etwa 400 Bücher. Er veröffentlichte mehrere Bücher über die kroatische Geschichte.
Goldstein schrieb die Drehbücher für mehrere Filme. Er führte 1964 Regie bei der Dokumentation Dreznica und 1965 beim Kurzfilm Projekt. 2009 wurde er in der dreiteiligen deutschen Dokumentation Hitlers Verbündete als Experte befragt.

## Werke

### Bücher (Auswahl)
- Slavko Goldstein: Prijedlog 85: glas iz privrede. Scientia Yugoslavica, 1985 (serbokroatisch).
- Ivo Goldstein, Slavko Goldstein: Holokaust u Zagrebu. Novi liber, 2001.
- Slavko Goldstein, Ivo Goldstein: Jasenovac i Bleiburg nisu isto. Novi Liber, 2011, ISBN 978-953-325-009-0.
- Slavko Goldstein: 1941: The Year That Keeps Returning. New York Review of Books, 2013, ISBN 978-1-59017-700-6 (englisch).
  - deutsche Ausgabe: 1941 – Das Jahr, das nicht vergeht. Die Saat des Hasses auf dem Balkan. S. Fischer, Frankfurt am Main 2018, ISBN 978-3-10-002537-1.[6]

### Drehbücher
- Signali nad gradom; 1960.
- Nevesinjska puska;  Mitautor: M. Stamenkovic; 1963
- Prometej s otoka Viševice; Mitautor: V. Mimica; 1964.
- Četvrti suputnik; Mitautor: B. Bauer; 1967.
- Akcija Stadion; Mitautor: D. Vukotić; 1977.